# Mangora rhombopicta
Mangora rhombopicta là một loài nhện trong họ Araneidae.
Loài này thuộc chi Mangora. Mangora rhombopicta được miêu tả năm 1990 bởi Chang-Min Yin et al..